# AK-63
AK-63 (còn được gọi là AMM trong quân đội Hungary) là một biến thể Hungary của súng trường tấn công AKM được sản xuất bởi nhà máy vũ khí quốc doanh Gépgyár Fegyver- és (FEG) ở Hungary. Nó hiện đang được Lực lượng bộ binh Hungary sử dụng làm vũ khí bộ binh tiêu chuẩn và hầu hết các chi nhánh khác của Lực lượng phòng vệ Hungary.
Khi phục vụ cho Hungary, AK-63 đã thay thế AMD-65, gần giống hệt nhau nhưng có tấm chắn nhiệt được sửa đổi và ốp lót tay thẳng đứng phía trước dưới nòng súng. Mặc dù AMD-65 đã là súng trường tiêu chuẩn của Hungary từ năm 1965, nó có giá thành chế tạo đắt hơn, và ốp lót có tiếng là dễ bị hỏng. Vào cuối những năm 1970, Bộ Quốc phòng Hungary đã yêu cầu FÉG sản xuất một khẩu súng trường rẻ hơn dựa trên thiết kế AKM truyền thống của Liên Xô. Cuối năm 1977, AK-63 được Quân đội Nhân dân Hungary thông qua (bắt đầu với Lực lượng Mặt đất). Vào năm 1978, FÉG đã bổ sung một phiên bản AKMS báng gấp của AK-63 vào phục vụ; Sau đó, AK-63 báng cố định được gọi là AK-63F (Báng gỗ) và phiên bản kia được đặt tên là AK-63D (Descent).
Trong quân đội Hungary, AK-63 F và D được định danh là AMM và AMMS.

## Thiết kế
AK-63F và D (AMM và AMMS) có hình dáng gần như giống hệt với AKM và AKMS do Liên Xô sản xuất. Sự khác biệt chính là dòng AK-63 vẫn giữ tay cầm súng ngắn thẳng đặc biệt của AKM-63. Ốp lốp tay của AK-63 cũng không có phông cọ đặc trưng cho AKM của Liên Xô (và hầu hết các bản sao AKM được sản xuất ở nhiều quốc gia khác). Gỗ chế tạo cho AK-63, giống như của AKM-63, có màu vàng sáng, nhiều lớp.

## Xuất khẩu
Trong Chiến tranh Lạnh và sau đó, dòng AK-63 đã được xuất khẩu rộng rãi đến một số quốc gia ở Đông Âu, Trung Đông, Châu Phi và Nam Mỹ.
Iraq dưới thời Saddam Hussein là khách hàng xuất khẩu lớn đầu tiên nhận được AK-63, nó bắt đầu nhập khẩu với số lượng lớn vào năm 1979 để trang bị cho lực lượng vũ trang của mình. Những khẩu súng trường này đã chiến đấu trong tay những người lính Iraq trong Chiến tranh Iran năm 1980-1988. Trong chiến tranh, Vệ binh Cách mạng Iran và nhiều dân quân địa phương tham gia chiến đấu cũng được trang bị súng AK-63; những khẩu súng này rất có thể có được bằng cách tịch thu chúng từ Iraq (vì Iran chủ yếu mua AK từ Trung Quốc và Bắc Triều Tiên, và nhận được một số vũ khí của Liên Xô từ Libya và Syria). AK-63 đã được sử dụng bởi lực lượng Iraq một lần nữa trong Chiến tranh Vùng Vịnh vào năm 1990-1991, và sau đó xuất hiện trong tay người Kurd và Shi'ite trong các cuộc nổi dậy ở Iraq trong suốt những năm 1990.
AK-63 cũng đã được xuất khẩu sang chính phủ Sandinista ở Nicaragua, trong đó sử dụng chúng để chống lại Contras vào những năm 1980. Số lượng đáng kể của AK-63 cũng được gửi đến FMLN ở El Salvador gần đó bắt đầu từ cuối năm 1984 hoặc 1985. Một ước tính cho thấy khoảng 11.000 khẩu súng trường AK-63 có thể đã được gửi tới khu vực này trong khoảng thời gian 5 năm. Kể từ khi Chiến tranh Lạnh kết thúc, AK-63 cũng thường xuyên xuất hiện trong tay các chiến binh ở Somalia và Zambia, và cũng được các lực lượng Croatia mua để sử dụng trong Chiến tranh Độc lập Croatia. Bằng chứng hình ảnh cho thấy AK-63 là một trong những khẩu súng trường chính được sử dụng bởi lực lượng YPG / YPJ và PKK của người Kurd ở Syria và Iraq.
Năm 1985, một phiên bản bán tự động của AK-63 đã được xuất khẩu sang Hoa Kỳ để tiêu thụ trên thị trường dân sự. Được nhập khẩu bởi Kassnar (thuộc Harrisburg, PA), được bán dưới dạng SA-85M, nó chỉ có sẵn ở dạng "cấm trước" trong vài năm trước lệnh cấm nhập khẩu vũ khí tấn công năm 1989. Do chỉ có khoảng 7.000 SA-85M trước lệnh cấm được nhập khẩu trước năm 1989, nên giờ đây nó được coi là một món đồ sưu tập trong số những người đam mê vũ khí và ra giá cao (thường là 1.500 đô la trở lên). Phiên bản sau lệnh cấm của SA-85M, đã bị ngừng sản xuất chỉ sau vài năm nhập khẩu. Tuy nhiên, trong những năm gần đây, một số công ty ở Hoa Kỳ đã chế tạo các bản sao của những khẩu súng trường này từ bộ dụng cụ phụ tùng Hungary do Mỹ sản xuất.

## Biến thể
- AK-63F (AMM trong quân đội Hungary): Bản sao chép cơ bản của AKM Liên Xô.
- AK-63D (AMMS trong

quân đội Hungary): Bản sao AKMS với một báng gấp.
- AK-63MF: AK-63D được hiện đại hóa với ống ngắm và thanh ray Picatinny MIL-STD-1913.
- SA-85M: Một phiên bản bán tự động dành cho thị trường dân sự tại Hoa Kỳ; được nhập khẩu bởi Kassnar trong cả hai phiên bản trước và sau lệnh cấm.
- SA-2000S: AK với hộp tiếp đạn một hàng. Dành riêng cho thị trường Mỹ.

### AK-63MF
7700 khẩu AK-63 đã được hiện đại hóa trong Lực lượng Vũ trang Hungary và định danh là AK-63MF.
Việc hiện đại hóa bao gồm thanh ray Picatinny, tay cầm mới, súng phóng lựu dưới nòng, điểm ruồi mới, đèn pin, v.v.
- Báng súng CAA CBS + ACP
- Brügger & Thomet BT-21428
- Súng phóng lựu đạn Heckler & Koch M320
- Kính ngắm Aimpoint CompM2
- Kính ngắm phóng đại Aimpont 3×
- Tay cầm CAA BP với chân chống
- Tay cầm CAA AG47

## Quốc gia sử dụng
- Afghanistan[cần dẫn nguồn]
- Croatia[cần dẫn nguồn]
- Hungary: Súng trường phục vụ chính của Lực lượng Quốc phòng Hungary.[cần dẫn nguồn]
- Iran: tịch thu trong những năm 1980 từ Quân đội Iraq.[2]
- Iraq[3]
- Islamic State[4]
- Nicaragua[cần dẫn nguồn]
- Somalia[5]
- Sri Lanka: Được sử dụng bởi Những con hổ Tamil trong cuộc nội chiến.
- Zambia: Được sử dụng trong quân đội.
- Zimbabwe: Được sử dụng bởi Trung đoàn lính Dù của Quân đội Quốc gia Zimbabwe.[cần dẫn nguồn]
- El Salvador[cần dẫn nguồn] Cảnh sát dân sự quốc gia từ năm 2014 và lực lượng vũ trang từ năm 1992.